# Amalia Kassai
Amalia Kassai Lagos (Augsburgo, 1986) es una actriz y directora chilena-alemana.

## Biografía
Nacida en Augsburgo, Alemania y actriz de profesión, Kassai hizo su estreno en televisión chilena en la teleserie Casa de muñecos en 2018 y transmitida por Mega, interpretando a Almendra Sepúlveda. Al año siguiente fue parte del elenco de la comedia 100 días para enamorarse en la misma señal, al mismo tiempo que actuó en Gemelas, transmitida por Chilevisión.
En 2020 fue protagonista de Helga y Flora en Canal 13, en el rol protagónico junto a Catalina Saavedra.
Paralelo a su carrera televisiva, ha sido actriz cinematográfica, debutando en el cortometraje musical Algoritmo, dirigido por Sebastián Lelio para Netflix. En 2022 participó en 1976, dirigada por Manuela Martelli y estrenada en el Festival de Cannes de ese año, al mismo tiempo que participó en Ardiente Paciencia, dirigida por Rodrigo Sepúlveda para Netflix.
En 2023 fue curadora de la edición especial de la revista alemana Theater der Zeit dedicada a Chile.